# 2004年夏季残疾人奥林匹克运动会埃及代表团
2004年夏季残疾人奥林匹克运动会埃及代表团是埃及派出的2004年夏季残疾人奥林匹克运动会代表团。获得6枚金牌、9枚银牌和8枚铜牌。